# Hobart International 2017
Hobart International 2017 byl tenisový turnaj pořádaný jako součást ženského okruhu WTA Tour, který se odehrával na dvorcích s tvrdým povrchem Plexicushion v Hobartském mezinárodním tenisovém centru. Probíhal mezi 8. až 14. lednem 2017 v australském Hobartu jako dvacátý čtvrtý ročník události.
Turnaj s rozpočtem 250 000 dolarů patřil do kategorie WTA International Tournaments. Nejvýše nasazenou hráčkou ve dvouhře se stala dvacátá druhá žena klasifikace Kiki Bertensová z Nizozemska. Jako poslední přímá účastnice do dvouhry nastoupila 70. francouzská hráčka žebříčku Pauline Parmentierová. Před zahájením se z dvouhry odhlásilo sedm tenistek, včetně obhájkyně titulu Alizé Cornetové.
Premiérovou singlovou trofej na okruhu WTA Tour vybojovala 21letá Belgičanka Elise Mertensová, která se do hlavní soutěže dostala z kvalifikace. Deblovou soutěž ovládla rumunsko-ukrajinská dvojice Ioana Raluca Olaruová a Olga Savčuková, a získala tak druhou společnou trofej.

## Distribuce bodů a finančních odměn

### Distribuce bodů
| Soutěž  | vítězky | finalistky | semifinalistky | čtvrtfinalistky | 16 v kole | 32 v kole | Q  | Q3 | Q2 | Q1 |
| ------- | ------- | ---------- | -------------- | --------------- | --------- | --------- | -- | -- | -- | -- |
| dvouhra | 280     | 180        | 110            | 60              | 30        | 1         | 18 | 14 | 10 | 1  |
| čtyřhra | 280     | 180        | 110            | 60              | 1         | —         | —  | —  | —  | —  |

### Finanční odměny
| Soutěž                                | vítězky | finalistky | semifinalistky | čtvrtfinalistky | 16 v kole | 32 v kole | Q3     | Q2   | Q1   |
| ------------------------------------- | ------- | ---------- | -------------- | --------------- | --------- | --------- | ------ | ---- | ---- |
| dvouhra                               | $43 000 | $21 400    | $11 300        | $5 900          | $3 310    | $1 925    | $1 005 | $730 | $530 |
| čtyřhra                               | $12 300 | $6 400     | $3 435         | $1 820          | $960      | —         | —      | —    | —    |
| částky ve čtyřhře jsou uváděny na pár |         |            |                |                 |           |           |        |      |      |

## Ženská dvouhra

### Nasazení
| Stát                         | Hráčka                 | WTA | Nasazení |
| ---------------------------- | ---------------------- | --- | -------- |
| Nizozemsko                   | Kiki Bertensová        | 22. | 1.       |
| Lotyšsko                     | Anastasija Sevastovová | 34. | 2.       |
| Rumunsko                     | Monica Niculescuová    | 38. | 3.       |
| USA                          | Alison Riskeová        | 39. | 4.       |
| Japonsko                     | Misaki Doiová          | 40. | 5.       |
| Francie                      | Alizé Cornetová        | 41. | 6.       |
| Francie                      | Kristina Mladenovicová | 42. | 7.       |
| Chorvatsko                   | Ana Konjuhová          | 47. | 8.       |
| Japonsko                     | Naomi Ósakaová         | 48. | 9.       |
| Itálie                       | Sara Erraniová         | 49. | 10.      |
| Švédsko                      | Johanna Larssonová     | 50. | 11.      |
| Žebříček WTA k 2. lednu 2017 |                        |     |          |

### Jiné formy účasti
Následující hráčky obdržely divokou kartu do hlavní soutěže:
- Lizette Cabrerová
- Jaimee Fourlisová
- Francesca Schiavoneová

Následující hráčky si zajistily postup do hlavní soutěže v kvalifikaci:
- Jana Fettová
- Elise Mertensová
- Risa Ozakiová
- Teliana Pereirová

Následující hráčky postoupily do hlavní soutěže tzv. šťatné poražené:
- Cindy Burgerová
- Verónica Cepedeová Roygová
- Nicole Gibbsová
- Mandy Minellaová
- Kurumi Naraová
- Sílvia Solerová Espinosová
- Sachia Vickeryová

### Odhlášení
před zahájením turnaje
- Alizé Cornetová (poranění zad) → nahradila ji  Cindy Burgerová
- Sara Erraniová (poranění levého stehna) → nahradila ji  Kurumi Naraová
- Julia Görgesová (změna programu) → nahradila ji  Verónica Cepedeová Roygová
- Ana Konjuhová (poranění levého palce) → nahradila ji  Mandy Minellaová
- Naomi Ósakaová (poranění levého zápěstí) → nahradila ji  Nicole Gibbsová
- Alison Riskeová (změna programu) → nahradila ji  Sílvia Solerová Espinosová
- Kateřina Siniaková (změna programu) → nahradila ji  Sachia Vickeryová

v průběhu turnaje
- Lesja Curenková

### Skreč
- Sachia Vickeryová

### Nasazení
| Stát                                                                     | Hráčka              | Stát    | Hráčka             | WTA  | Nasazení |
| ------------------------------------------------------------------------ | ------------------- | ------- | ------------------ | ---- | -------- |
| Rumunsko                                                                 | Monica Niculescuová | USA     | Abigail Spearsová  | 40.  | 1.       |
| Nizozemsko                                                               | Kiki Bertensová     | Švédsko | Johanna Larssonová | 63.  | 2.       |
| Kanada                                                                   | Gabriela Dabrowská  | Čína    | Jang Čao-süan      | 99.  | 3.       |
| Argentina                                                                | María Irigoyenová   | Čína    | Liang Čchen        | 114. | 4.       |
| Žebříček WTA k 2. lednu 2017; číslo je součtem umístění obou členek páru |                     |         |                    |      |          |

### Jiné formy účasti
Následující páry získaly do soutěže divokou kartu:
- Ashleigh Bartyová /  Casey Dellacquová
- Pauline Parmentierová /  Francesca Schiavoneová

### Odhlášení
před zahájením turnaje
- Ashleigh Bartyová /  Casey Dellacquová → nahradil je pár  Alison Baiová /  Lizette Cabrerová
- Misaki Doiová /  Kurumi Naraová → nahradil je pár  Jessica Mooreová /  Varatčaja Vongteančajová

v průběhu turnaje
- Sara Erraniová
- Ljudmyla Kičenoková
- Abigail Spearsová

## Přehled finále

### Ženská dvouhra
- Elise Mertensová vs.  Monica Niculescuová, 6–3, 6–1

### Ženská čtyřhra
- Ioana Raluca Olaruová /  Olga Savčuková vs.  Gabriela Dabrowská /  Jang Čao-süan, 0–6, 6–4, [10–5]